# Holmestads kyrka
Holmestads kyrka är en kyrkobyggnad som sedan 2002 tillhör Götene församling (tidigare Holmestads församling) i Skara stift. Kyrkan ligger omkring fem kilometer nordost om centralorten i Götene kommun.

## Historia
På kyrkogården, 300 meter söder om nuvarande kyrka, låg den tidigare stenkyrkan från 1400-talet. Holmestads gamla kyrka hade murats av sandsten och var vid rivningen putsad. Planen bestod av långhus, ett lägre och smalare rakslutet kor i öster, sakristia i norr, samt ett vapenhus i söder. Under 1800-talet hade ett åttakantigt trätorn med tornur ersatt en tidigare klockstapel. Taken var täckta med spån. I långhus och kor fanns kryssvalv. År 1741 byggdes kyrkan ut i väster, varvid den tillbyggda delen fick trätak. Byggnaden revs 1874, då den ansågs för liten.

## Kyrkobyggnaden
Nuvarande kyrka är uppförd åren 1874-1875 efter ritningar av arkitekt Ernst Jacobsson. Det är en centralkyrka med åttakantig grundplan och ett 50 meter högt västtorn av den typ som skapades av slottsarkitekten Emil Viktor Langlet. Kyrkan byggdes på den tidigare galgbacken och är nu omgiven av en park. En central lanternin ger dagsljusinsläpp och läktare omger koret på alla sidor. År 1923 installerades elektriskt ljus och 1963 renoverades kyrkan invändigt efter ett program av arkitekt Anders Ekman. Den har likväl kvar sin originalinredning i nygotik.

## Inventarier
- En medeltida dopfunt av sandsten vilar på en rund stensockel från 1963.
- En åttakantig predikstol är samtida med nuvarande kyrka. På läktarens norra del förvaras gamla kyrkans predikstol från 1600-talet.
- Den gamla kyrkans altartavla, målad av Carl Gustaf Hoijst, hänger nu i koret.[2] Även andra delar av den gamla altaruppsatsen finns bevarade, bland annat två träskulpturer av Paulus och Petrus.

### Klockor
Storklockan är av en senmedeltida typ och saknar inskrifter. Lillklockan har dubbel palmettlist upptill, enkel nedtil och en inskrift som säger att klockan blev omgjuten 1766. 

### Orglar
- 1878 byggdes en orgel med sju stämmor fördelade på manual och pedal och med stum fasad av E. A. Setterqvist & Son i Örebro.[4] Orgeln blev insatt i kyrkan i april 1878.[5] Orgeln är placerad på läktaren i väster.
- Kororgeln med femton stämmor fördelade på två manualer och pedal är tillverkad 1978 av Smedmans Orgelbyggeri.[6]

## Bilder

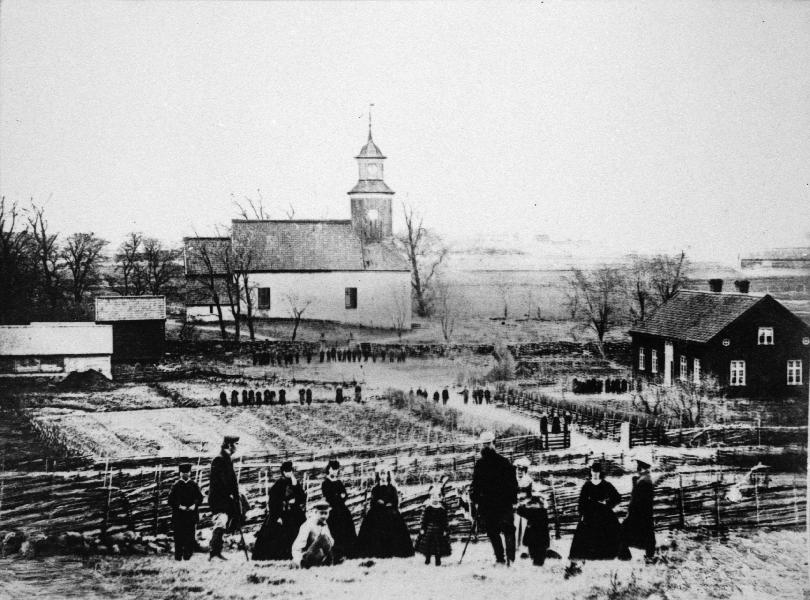
Holmestads gamla kyrka.
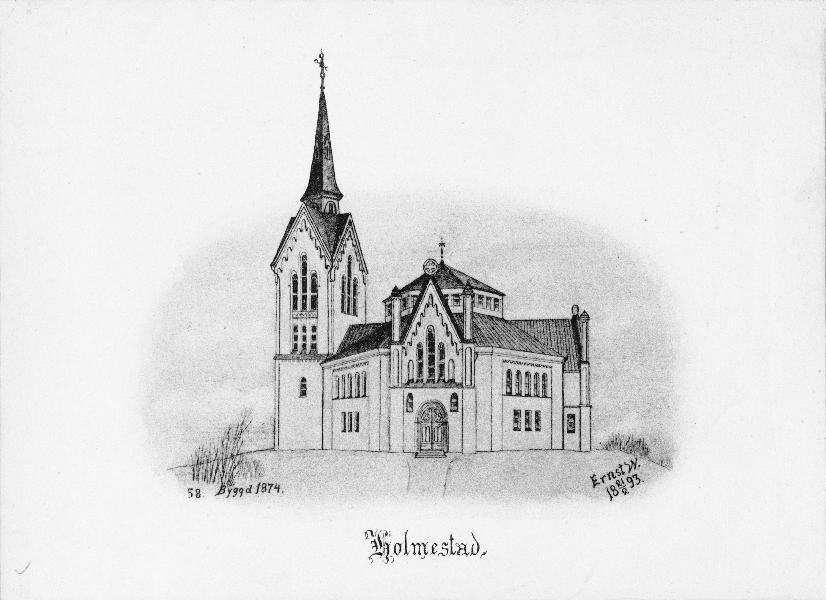
Den nya kyrkan på teckning 1893.
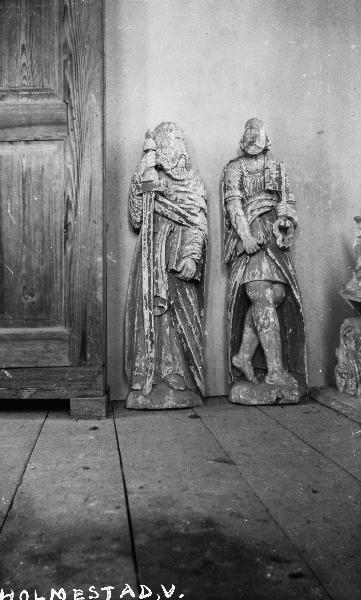
Träskulpturer av Petrus och Paulus.